# Marie-Henriëtte (schip, 1893)
De Marie-Henriëtte was een Belgische pakketboot die gebouwd werd op de werf van John Cockerill S. A., Hoboken, Antwerpen, met bouwnummer 321. Het schip ontwikkelde een snelheid van 23 knopen. Met dit schip haalde het Zeewezen een snelheidsrecord en het schip zelf een reputatie van snelste vaartuig. Hierbij werd regelmatig een aandrijfas gebroken. Door op deze assen een nieuwe techniek toe te passen en deze na het gloeien in dubbele oliebaden te temperen, konden de breuken worden vermeden.
De eetsalon was in een Vlaamse stijl ingericht met gebruik van kunstige glasramen. Deze pakketraderboot was zwart van romp en had een lage witte, maar lange opbouw, twee masten en ver uit elkaar staande beige schoorstenen. Hij had aan beide zijden overkapte schoepenraden.
Het schip voer op de Oostende-Doverlijn.
De "Marie-Henriëtte" (Maria Hendrika van Oostenrijk) werd genoemd naar de koningin-echtgenote van koning Leopold II van België.
In het begin van de Eerste Wereldoorlog werden de meeste Belgische pakketboten van de lijn Oostende-Dover overgevaren naar Groot-Brittannië.
Daar werden de schepen gecamoufleerd voor de oorlog. De "Marie-Henriëtte" kreeg de wit-blauw-grijs-zwarte camouflagekleuren opgeschilderd die in grillige banen rondom het schip geschilderd waren. Zelfs dit kleurenpatroon liep door tot aan de schoorstenen, masten en laadbomen.
Van ver leken ze bijna één met de kleuren en golfspeling van de zee.
Op 24 oktober 1914 liep de Marie-Henriette op de rotsen te Barfleur tijdens het vervoer van 650 gewonden.
De kapitein was niet op de hoogte gebracht van het doven van het havenlicht. Het schip ging daar verloren.